# Angiolo Mazzoni

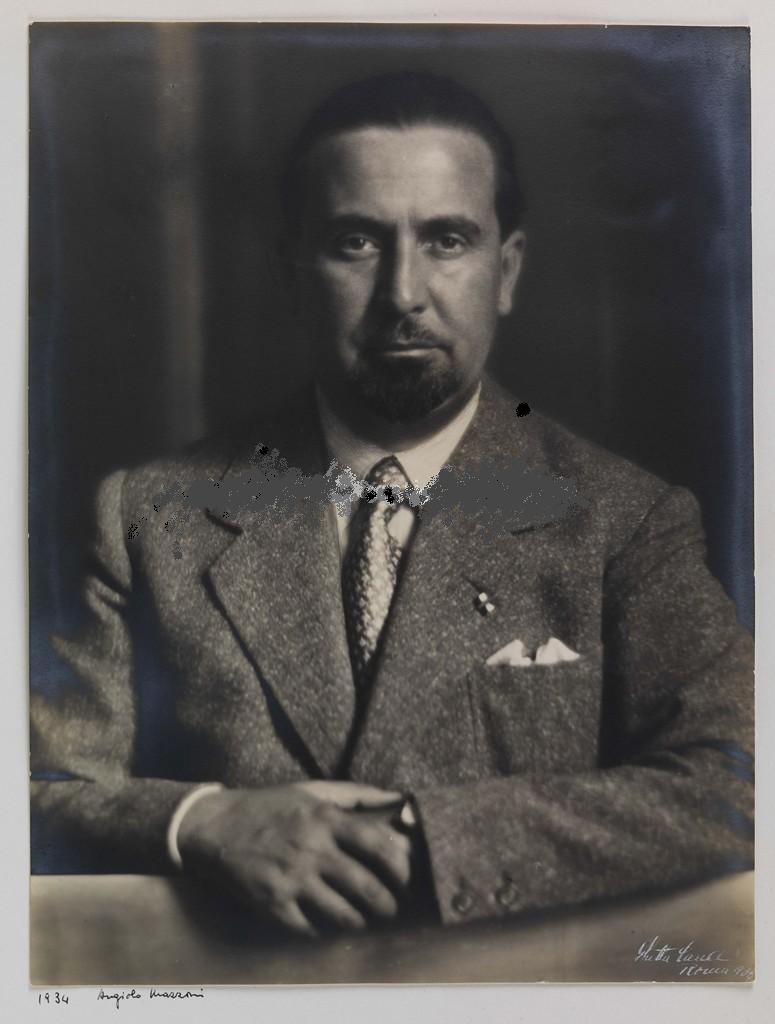
Angiolo Mazzoni, 1934

Angiolo Mazzoni (* 21. Mai 1894 in Bologna; † 28. September 1979 in Rom) war ein italienischer Ingenieur und Architekt. Er prägte den Stil von Post- und Bahngebäuden während der faschistischen Epoche Italiens.

## Leben
Mazzoni wurde als Sohn des aus Siena stammenden Paares Adalgisa del Grande und Ciro Mazzoni, Beamter im Post- und Telegrafendienst, geboren. 1905, im Jahr der Gründung der Staatlichen Eisenbahngesellschaft zog die Familie nach Rom. Dort besuchte Angiolo Mazzoni ab 1910 das Regio Istituto Tecnico Leonardo da Vinci, die erste Schule Roms mit technisch-wissenschaftlicher Orientierung. 1914 schrieb er sich an der Ingenieursschule Scuola di applicazione per ingegneri di Roma ein und erhielt dort 1919 sein Diplom in Bauingenieurwesen. Bis 1921 arbeitete er als Assistent an dieser Hochschule. Parallel zu seinem Hochschulstudium leistete er von 1915 bis 1918 seinen Militärdienst in der Direktion des militärischen Bauamts. Frühe architektonische Prägungen erhielt Mazzoni durch seine Mitarbeit im Büro bei Marcello Piacentini, bei dem er ab 1920 über ein Jahr lang arbeitete. Die von Piacentini entworfenen Monumentalbauten im historischen Stil beeinflussten Mazzonis frühe Architekturentwürfe – auch Piacentinis große Nähe zu dem bereits in den 1920er Jahren beginnenden Faschismus war für Mazzonis weiteren Werdegang entscheidend.
Im April 1921 wurde er zunächst von den Ferrovie dello Stato (FS), der italienischen Staatsbahn, für eine zeitlich befristete Tätigkeit als Ingenieur in Mailand angestellt. Im November dieses Jahres erhielt er eine probeweise Anstellung als Ingenieur in Bologna, wo er mit der Bearbeitung seiner ersten Architekturentwürfe begann. Dazu zählen der Bahnhof von San Donnino (Fidenza) und einige Wohnhäuser für Angestellte der Eisenbahngesellschaft in Bologna.
Im Dezember 1921 heiratete er Maria Bozzato. Aus dieser Ehe gingen zwei Kinder hervor: Elisa (* 2. September 1923) und Marcello (* 7. April 1927), der im Alter von 21 Jahren bei einem Autounfall in Bogotà ums Leben kam.
1922 bekam Mazzoni eine Festanstellung bei der FS in Bologna. Der Umzug in diese Stadt ermöglichte es Mazzoni, an der Accademia di Belle Arti Bologna zu studieren und dort 1923 sein Diplom in Architektur zu erhalten.
1924 wurde er nach Rom versetzt und arbeitete in der Generaldirektion der FS, zu der auch die Staatliche Post- und Telegrafengesellschaft gehörte. In der Folgezeit plante Mazzoni vor allem Post- und Bahngebäude, so etwa von 1925 bis 1926 die Erweiterung des Bahnhofs Brenner, die 1930 offiziell eingeweiht wurde. 1926 wurde er zum „Ingenieur erster Klasse“ (Ispettore di prima classe) befördert. Zeitgleich trat er der Faschistischen Partei Italiens bei. Er entwarf zahlreiche öffentliche Gebäude der Zwischenkriegszeit in Italien. Nach dem Ende des Faschismus in Italien übersiedelte er nach Kolumbien. Von 1948 bis 1950 lehrte er als Architekturprofessor an der Universität in Bogotá und war zugleich Berater für den Bau der Bahnstrecke Ibagué-Armenia. Ab 1951 leitete er die Bauabteilung der kolumbianischen Telefongesellschaft. Daneben war er als Architekt für öffentliche, private und kirchliche Auftraggeber tätig. Im Mai 1963 kehrte er nach Rom zurück, wo er in der Via Savoia lebte und am 28. September 1979 verstarb. Sein Archiv wird im Museo di arte moderna e contemporanea di Trento e Rovereto verwahrt.

## Werk
Anfänglich von Josef Hoffmann beeinflusst, dessen Österreichischen Pavillon er auf der internationalen Kunstausstellung in Rom 1911 gesehen hatte, wandte sich Mazzoni dem Futurismus zu. Im Mai 1933 gab er in der Zeitschrift Futurismo offiziell seinen Beitritt zur futuristischen Bewegung bekannt. 1934 veröffentlichte er zusammen mit Filippo Tommaso Marinetti und Mino Somenzi ein Manifest über die Futuristische Architektur (Manifesto Futurista dell'Architettura Aerea).
Seine Werke zeichnen sich durch eine vielseitige Formensprache, rangierend vom Futurismus zum Konstruktivismus, aus. Aufgrund seines hartnäckigen Festhaltens am Faschismus wurde seine Bedeutung als Architekt bis in die neuere Zeit verkannt.

Der Bahnhof Bozen, 1928
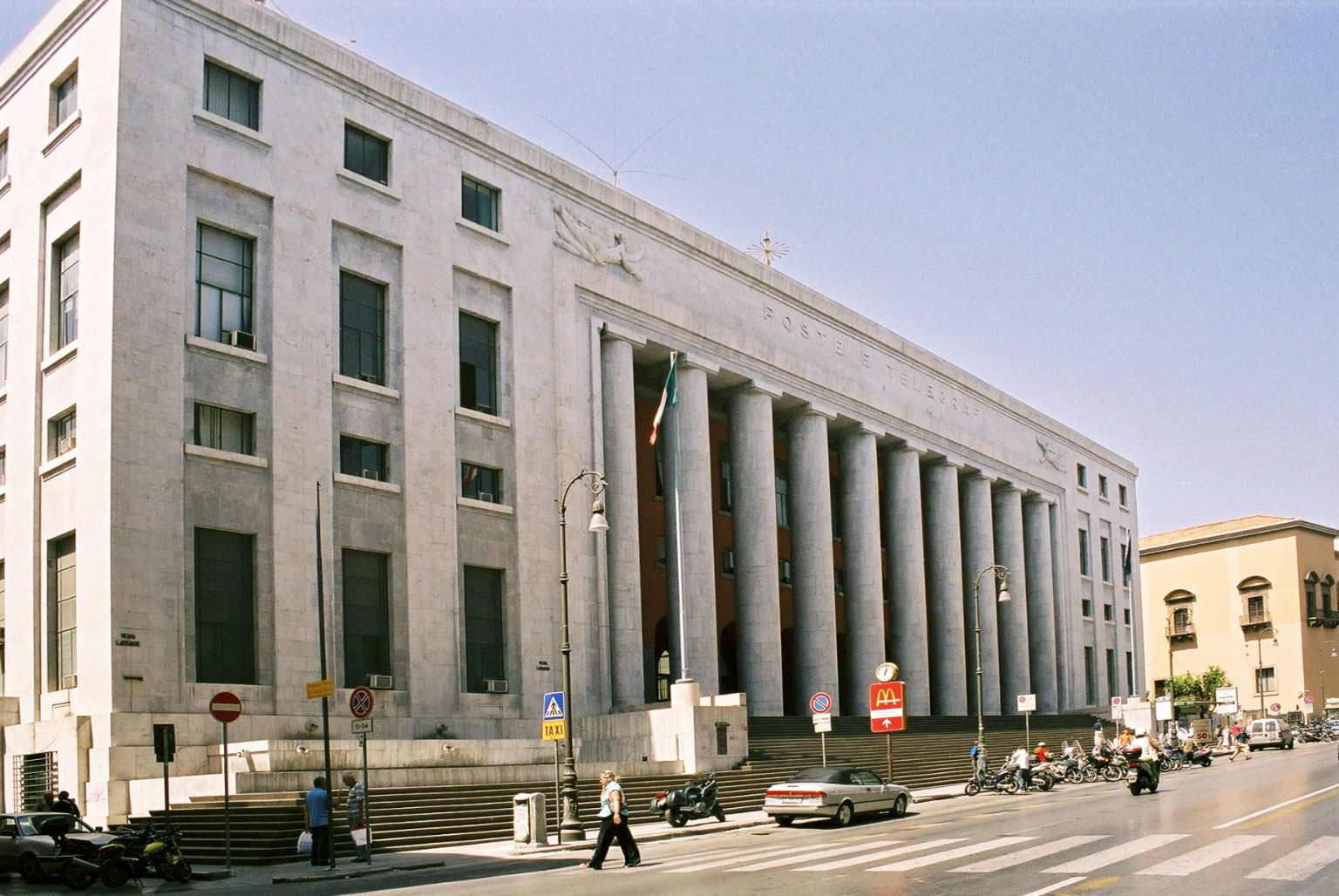
Postamt in Palermo, 1931
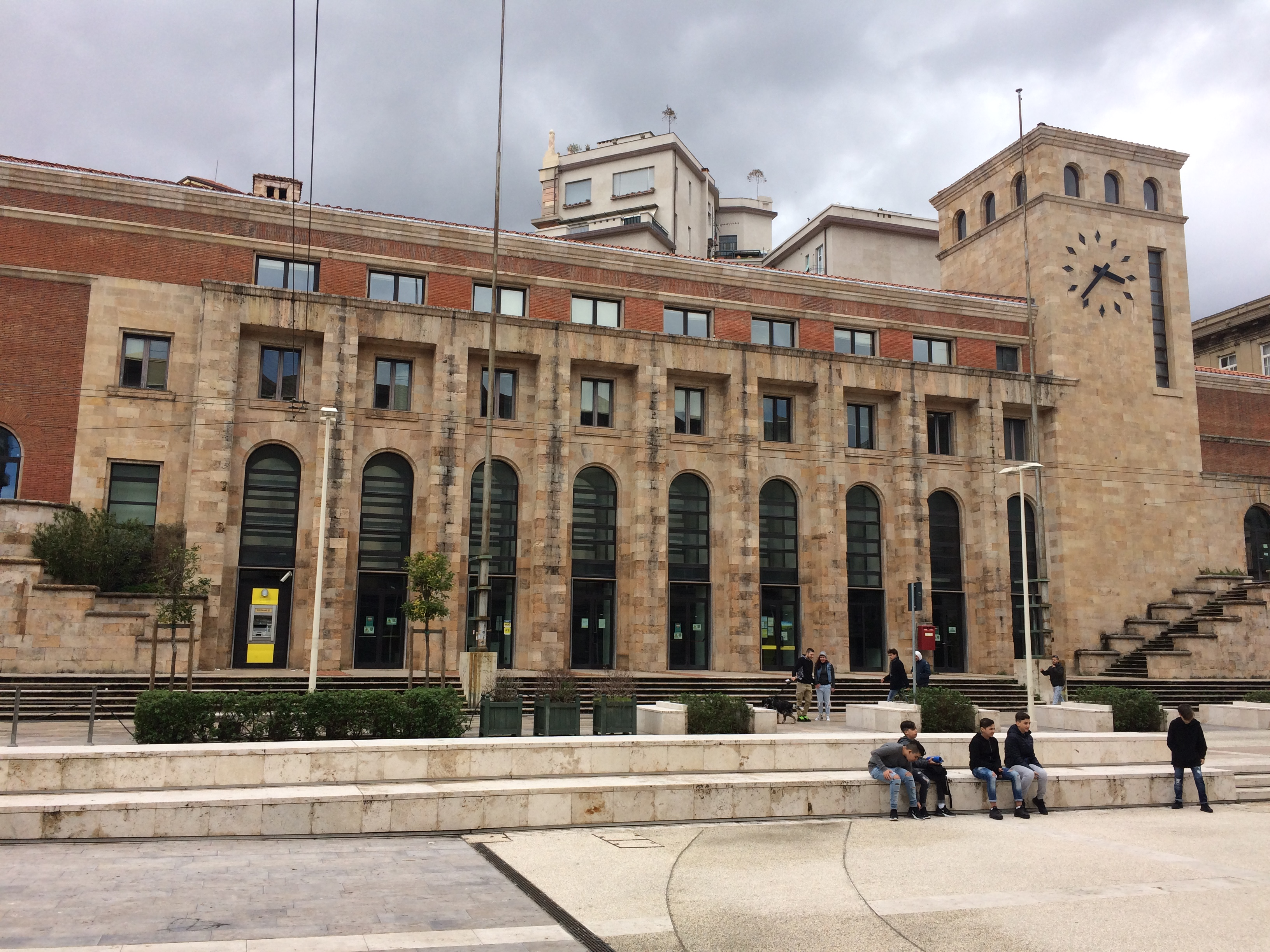
Postamt in La Spezia, 1933
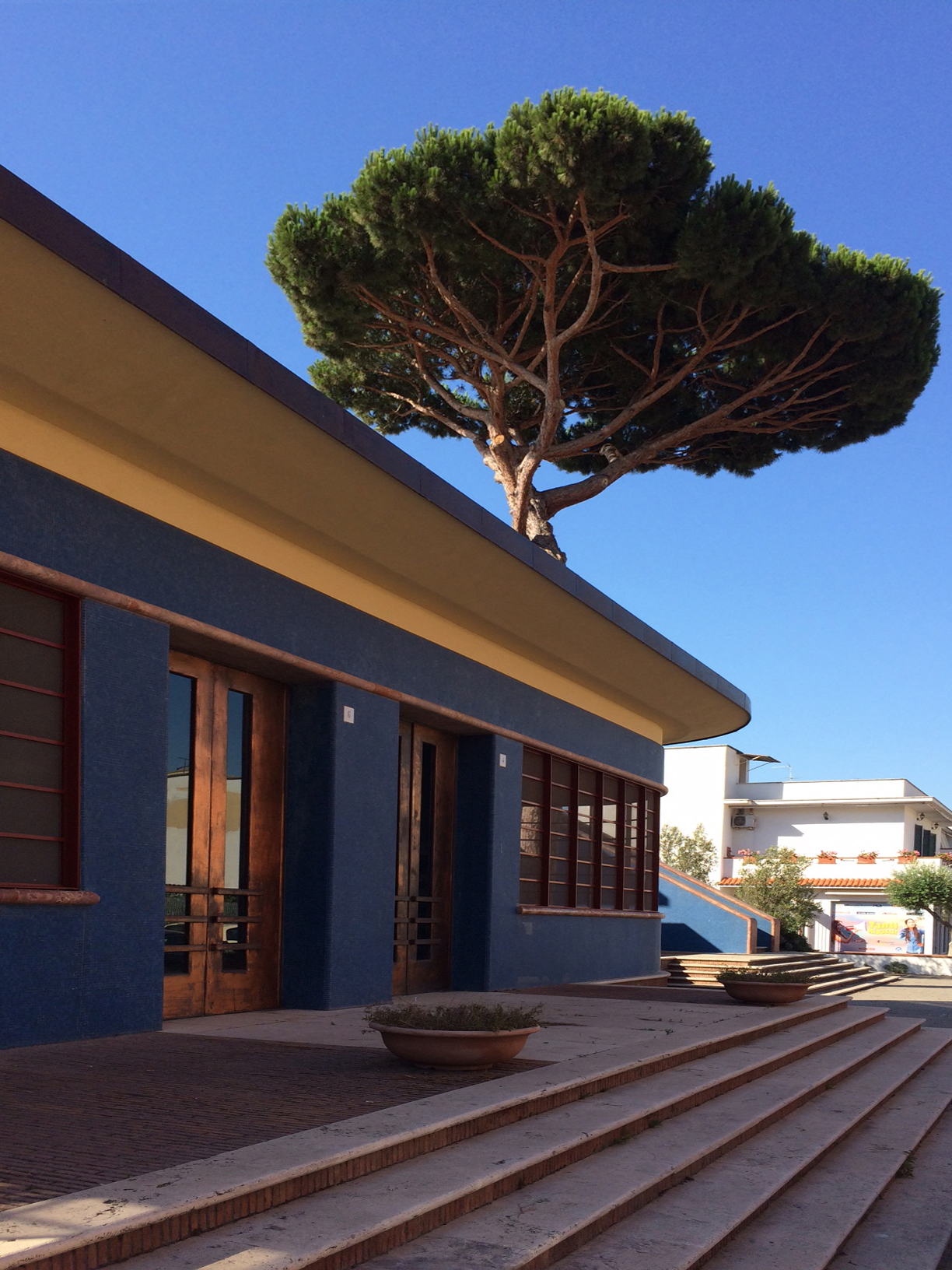
Postamt in Sabaudia, 1934
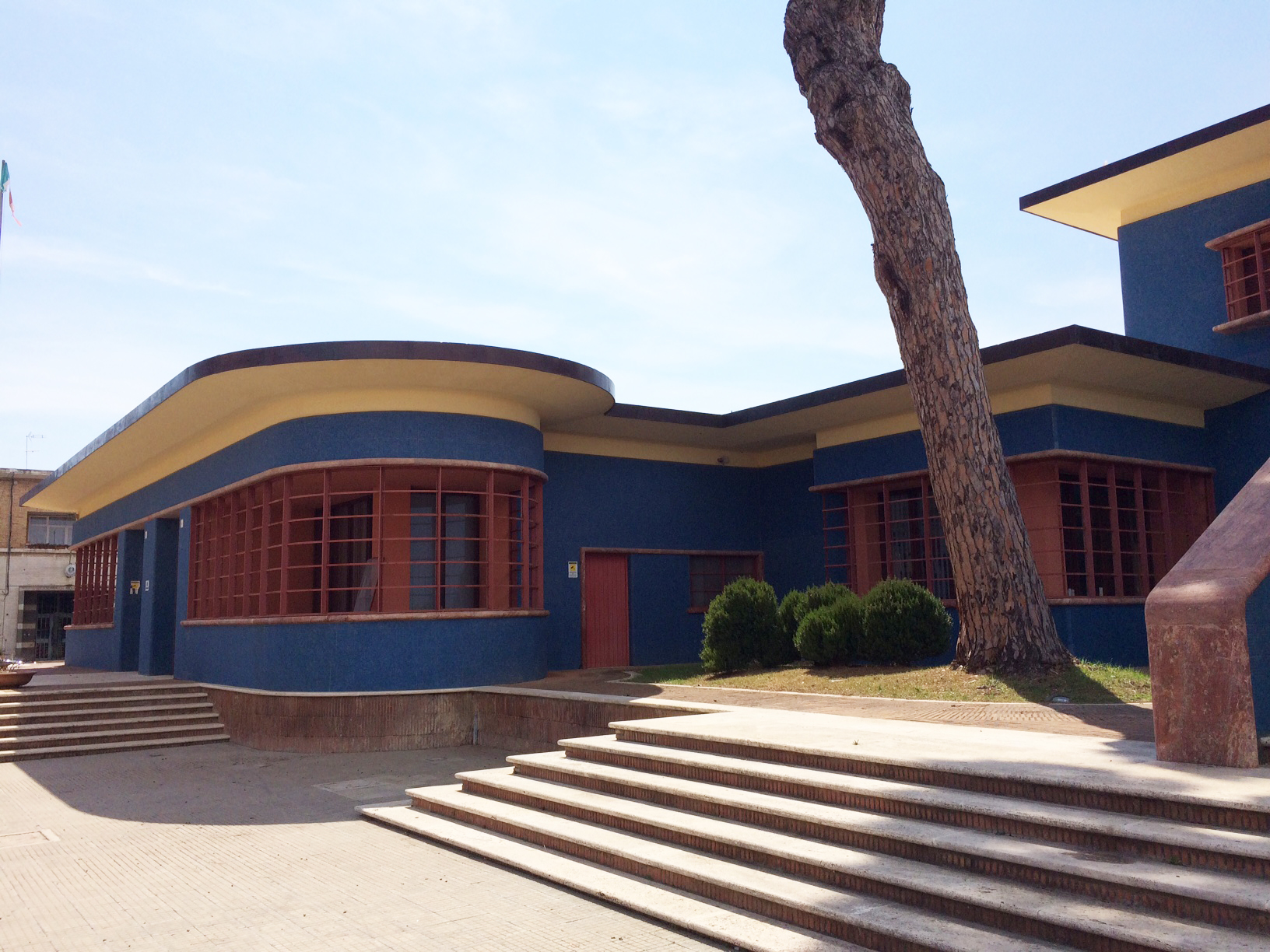
Postamt in Sabaudia, 1934

### Postgebäude
- 1927: Postamt in Nuoro
- 1927–1929: Postamt in Ragusa
- 1927–1929: Postamt in Ferrara
- 1929: Posthauptverwaltung in Trient
- 1930: Postamt in Grosseto
- 1931: Postamt in Massa (Toskana)
- 1931: Postamt in Bergamo
- 1931: Postamt in Palermo
- 1932: Postamt in Görz
- 1933: Postamt in La Spezia
- 1932–1934: Postamt in Sabaudia
- 1932–1934: Postamt in Latina
- 1932–1935: Postamt in Pola
- 1932: Postamt in Agrigento
- 1932–1933: Postamt in Pistoia
- 1933: Postamt in Varese
- 1934: Postamt in Trient
- 1934: Postamt in Roma Ostia

### Bahngebäude
- 1925: Dopolavoro Ferroviario in der Via Bari in Rom (mit Efisio Vodret)
- 1927–1929: Heizzentrale und Stellwerk im Bahnhof Firenze Santa Maria Novella
- 1927–1928: Bahnhof Bozen
- 1929: Häuser entlang der Bahnlinien in Südtirol
- 1929–1934: Bahnhof von Latina
- 1934: Hauptbahnhof von Reggio nell’Emilia
- 1934–1936: Bahnhof Trient
- 1936: Hauptbahnhof von Siena
- 1937–1938: Hauptbahnhof von Reggio di Calabria
- 1937: Bahnhof Montecatini in Monsummano Terme
- 1939–1940: Hauptbahnhof von Messina
- 1937: Bahnhof Roma Tiburtina
- 1943: Rangierbahnhof und Zollgebäude in Rom – San Lorenzo

### Andere Gebäude
- 1925–1926: Colonia Rosa Maltoni Mussolini in Calambrone (Pisa)
- 1927–1928: Wohnbauten für Eisenbahner, Klausen
- 1927–1928: Wohnbauten für Eisenbahner, Meran
- 1929: Haus des Faschismus „Enea Guarneri“ in Passirano (Brescia)
- 1935–1936: Istituto industriale alla Garbatella, Rom
- 1935: Villino Falcone „Il Castagno“ in Grottaferrata (Rom)
- 1955–1982: Kathedrale Maria Reina, Barranquilla[5]
- 1957: Residenz General Roa in Kolumbien
- 1957–1958: Residenz Mariela Lòpez Gomez in Kolumbien (mit J.M. Gomez Meja)

### Stadtplanung
- 1950: Planungen für den Heldenplatz in Bogotá